# Ehernes Lohngesetz

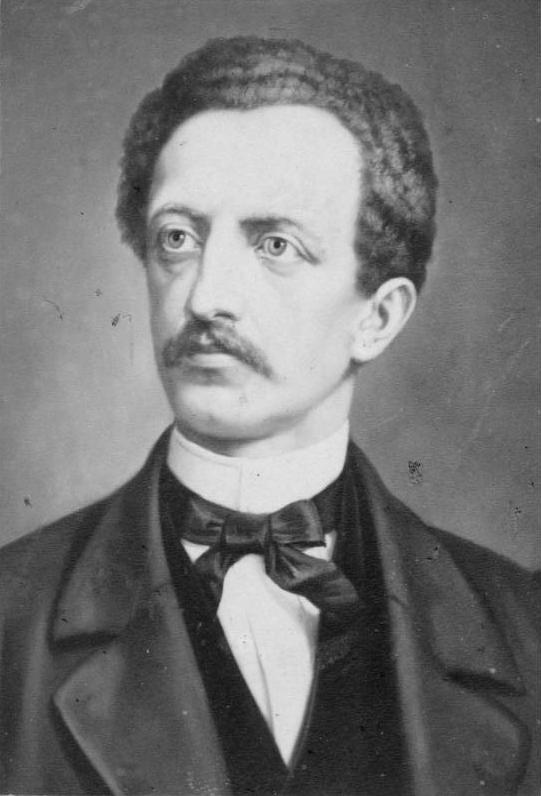
Ferdinand Lassalle.

Das eherne Lohngesetz (engl. iron law of wages) ist eine Lohntheorie von Ferdinand Lassalle aus dem 19. Jahrhundert, die besagt, dass der durchschnittliche Arbeitslohn sich mittelfristig stets auf das Existenzminimum einpendelt. Steigt der Arbeitslohn über das Existenzminimum, steigt durch Vermehrung der Arbeiterbevölkerung das Arbeitsangebot, sodass der Lohn wieder sinkt. Sinkt hingegen der Lohn unter das Existenzminimum, führt eine Verminderung des Arbeitsangebots zu einem Anstieg der Löhne. Diese Theorie geht auf die Forschung von Theoretikern des klassischen Liberalismus, insbesondere auf David Ricardo (siehe dessen Theorie des Lohnes), zurück.
Lassalle schloss aus dem ehernen Lohngesetz, dass eine nachhaltige Besserung der Lage der Arbeiterschaft nicht durch den Arbeitskampf der Gewerkschaften, sondern nur durch die Erringung einer parlamentarischen Mehrheit für die Arbeiterparteien möglich sei. Er kämpfte daher gegen das Dreiklassenwahlrecht und für ein allgemeines und direktes Wahlrecht.

## Ferdinand Lassalle
Ferdinand Lassalle war Wegbereiter der deutschen Sozialdemokratie und erster Präsident des Allgemeinen Deutschen Arbeitervereins (ADAV), einer Vorgängerorganisation der SAP (Sozialistische Arbeiterpartei) bzw. der späteren SPD (Sozialdemokratische Partei Deutschlands).
Die ausführlichste Version seines Lohngesetzes findet sich in dem Offenen Antwortschreiben:

„Das eherne ökonomische Gesetz, welches unter den heutigen Verhältnissen, unter der Herrschaft von Angebot und Nachfrage nach Arbeit, den Arbeitslohn bestimmt, ist dieses: daß der durchschnittliche Arbeitslohn immer auf den notwendigen Lebensunterhalt reduziert bleibt, der in einem Volke gewohnheitsmäßig zur Fristung der Existenz und zur Fortpflanzung erforderlich ist.“

In Anlehnung an die Bevölkerungstheorie von Thomas Robert Malthus wird die Vermehrungsrate der Arbeiterbevölkerung durch die Lohnhöhe mitbestimmt. Liegt dieser Lohn über dem Subsistenzniveau steigt durch Vermehrung der Arbeiterbevölkerung das Arbeitsangebot, sodass der Lohn sinkt; sinkt der Arbeitslohn unter das Subsistenzniveau, führt eine Verminderung des Arbeitsangebots zu seinem Wiederanstieg. Dem liegt die Annahme zugrunde, dass die Arbeitsnachfrage eine monoton abnehmende Funktion der Lohnhöhe sei.

## Bedeutung

### Gewerkschaften
Entsprechend dieser Vorstellung sollten die Löhne gesetzlich festgelegt, d. h. für eine bestimmte Arbeitsleistung entsprechend dem „ehernen Lohngesetz“ der Gegenwert in Geld gesetzlich festgeschrieben werden. Die Überlegung ähnelt dem Mindestlohn, definiert jedoch nicht den Mindestanspruch, sondern einen fixen „ehernen Geldwert“, der weder über- noch unterschritten werden darf. Das eherne Lohngesetz ist daher das konzeptionelle Gegenteil der angewandten Tarifautonomie, die zwischen der Gewerkschaft als Arbeitnehmervertretung und den Arbeitgebern ohne formelle Einwirkung von außen stattfindet.
Schon Ricardo wies in seiner Theorie den Gewerkschaften keine Rolle zu. Aufgrund des ehernen Lohngesetzes hielt er ihre Bemühungen für nutzlos.
Das eherne Lohngesetz hatte entscheidenden Einfluss auf Gewerkschaften und Sozialdemokratie v. a. wegen der aus ihm abgeleiteten Konsequenzen für die Politik der Arbeiterbewegung. Eine nachhaltige Veränderung der gesellschaftlichen Verhältnisse wurde nicht durch Arbeitskampf im Produktionsbereich erwartet, sondern durch Erringung der parlamentarischen Mehrheit durch die Arbeiterklasse (Kampf um das allgemeine und direkte Wahlrecht).

### Heutige Sicht
Der von Lassalle beschriebene Zusammenhang, von den Klassikern als auch von Marxisten in den Rang eines Naturgesetzes gehoben, wurde bereits zu Marx’ Zeiten widerlegt. Dies zeigte sich unter anderem in den Nordstaaten der USA. Auch im Deutschen Kaiserreich wuchsen die Reallöhne der Arbeiter kontinuierlich. Mit der Industrialisierung (zunächst in westlichen Ländern) stiegen die Lebensstandards von Arbeitern im Durchschnitt kontinuierlich an. Nachdem die malthusianische Bevölkerungsfalle, auf der Lassalles Gesetz beruht, verlassen worden war, ging auch die Bedeutung seines Lohngesetzes verloren. Trotz steigender Löhne wuchs die Bevölkerung langsamer bzw. das Bevölkerungswachstum kam in manchen Ländern fast zum Erliegen (siehe auch Demografischer Übergang).
Finden sich heutzutage Vollzeitbeschäftigte, die zu einem Arbeitsentgelt arbeiten, welches sich knapp oberhalb oder unter der Armutsgrenze befindet, spricht man von Niedriglohn. Die frühkapitalistischen Produktionsverhältnisse, die in den Industriestaaten bis in die 2. Hälfte des 19. Jahrhunderts üblich waren und auch heute noch auf der Welt vorkommen, bezeichnet man auch als Lohnsklaverei. Werden Personen trotz Erwerbstätigkeit nicht von Armut verschont, spricht man von Erwerbsarmut (auch Working Poor).

## Kritik
Karl Marx (1818–1883) verneinte einen sofortigen Einfluss von Veränderungen der Lohnhöhe auf die Vermehrungsrate mit dem Hinweis auf die Aufwuchszeit der Kinder, die bis zu deren Eintritt in den Produktionsprozess vergehe. In Kritik des Gothaer Programms kritisierte Marx zunächst, dass Lassalle das Gesetz begründen wolle, indem er sich auf Thomas Robert Malthus’ (1766–1834) Gesetzesbehauptungen stütze. Malthus habe beansprucht, überhistorische Bevölkerungsgesetze entdeckt zu haben; wenn sie zuträfen, so wirkten sie auch dann, wenn es keine Lohnarbeit mehr gäbe. Des Weiteren hielt Marx Lassalles Position für rückschrittlich. Laut Marx erkenne Lassalle nicht, dass der Kapitalist mit dem Arbeitslohn nicht den Wert der Arbeit, sondern den Wert der Arbeitskraft zahle (Mystifikation des Lohnes). Die kapitalistische Produktionsweise, so Marx, ziele primär darauf ab, dass der Kapitalist den Mehrwert möglichst steigern bzw. den Arbeiter möglichst ausbeuten müsse. Ob ein Arbeiter höheren oder niedrigeren Lohn erhalte, ändere nichts daran, dass das System Sklaverei sei und dass diese umso härter werde, je mehr die Produktivkraft der Arbeit zunehme. Lassalles Position gleiche der eines Sklaven, der die Sklaverei abschaffen wolle, weil er glaube, die Sklaven könnten einen bestimmten niedrigen Lebensstandard nicht überschreiten.
Friedrich Engels (1820–1895) betrachtete Lassalles Gesetzesbehauptung als veraltet. Marx habe in Das Kapital gezeigt, dass die Prinzipien, die den Lohn regulieren, komplexer und elastischer seien, als Lassalle es behauptet habe.

## Belege
1. ↑  Ehernes Lohngesetz – Artikel im Gabler Wirtschaftslexikon
2. ↑  Grebing et al.: Geschichte der sozialen Ideen in Deutschland. VS Verlag für Sozialwissenschaften; Auflage: 2. Aufl. 2005 (26. August 2005). ISBN 978-3-531-14752-9. S. 138.
3. ↑  Walther M\Xfcller-Jentsch: Arbeit Und Bürgerstatus: Studien zur sozialen und industriellen Demokratie. VS Verlag für Sozialwissenschaften; Auflage: 2009 (5. Januar 2012). ISBN 978-3-531-16051-1. S. 144.
4. 1 2  Ehenes Lohngesetz – Artikel im Gabler Wirtschaftslexikon
5. ↑  Wolfram Engels: Eine konstruktive Kritik des Wohlfahrtsstaates. Mohr Siebeck (1979). ISBN 978-3-16-341861-5. S. 11.
6. ↑  Stiftung Deutsches Historisches Museum: Gerade auf LeMO gesehen: LeMO Kapitel: Kaiserreich. Abgerufen am 19. Mai 2024.
7. ↑  G. Hohorst u. a.: Indizes der Reallöhne gewerblicher Arbeitnehmer im Kaiserreich von 1871 bis 1913. In: Sozialgeschichtliches Arbeitsbuch. S. 107 (gewerkschaftsgeschichte.de [PDF]).
8. ↑  Karl Marx: Randglossen zum Programm der deutschen Arbeiterpartei. In: Institut für Marxismus-Leninismus beim ZK der SED (Hrsg.): Karl Marx Friedrich Engels Werke (MEW). 9. Auflage. Band 19. Dietz Verlag, Berlin 1987, S. 25: „Nehme ich aber das Gesetz mit Lassalles Stempel und daher in seinem Sinn, so muß ich es auch mit seiner Begründung nehmen. Und was ist sie? Wie Lange schon kurz nach Lassalles Tod zeigte: die (von Lange selbst gepredigte) Malthussche Bevölkerungstheorie. Ist diese aber richtig, so kann ich wieder das Gesetz nicht aufheben, und wenn ich hundertmal die Lohnarbeit aufhebe, weil das Gesetz dann nicht nur das System der Lohnarbeit, sondern jedes gesellschaftliche System beherrscht.“
9. ↑  Karl Marx: Randglossen zum Programm der deutschen Arbeiterpartei. In: Institut für Marxismus-Leninismus beim ZK der SED (Hrsg.): Karl Marx Friedrich Engels Werke (MEW). 9. Auflage. Band 19. Dietz Verlag, Berlin 1987, S. 26: „Und nachdem diese Einsicht unter unsrer Partei sich mehr und mehr Bahn gebrochen, kehrt man zu Lassalles Dogmen zurück, obgleich man nun wissen mußte, daß Lassalle nicht wußte, was der Arbeitslohn war, sondern, im Gefolg der bürgerlichen Ökonomen, den Schein für das Wesen der Sache nahm. Es ist, als ob unter Sklaven, die endlich hinter das Geheimnis der Sklaverei gekommen und in Rebellion ausgebrochen, ein in veralteten Vorstellungen befangener Sklave auf das Programm der Rebellion schriebe: Die Sklaverei muß abgeschafft werden, weil die Beköstigung der Sklaven im System der Sklaverei ein gewisses niedriges Maximum nicht überschreiten kann!“
10. ↑  Friedrich Engels: Brief an Bebel vom 18./28. März 1875. In: Institut für Marxismus-Leninismus beim ZK der SED (Hrsg.): Karl Marx Friedrich Engels Werke (MEW). 9. Auflage. Band 19. Dietz Verlag, Berlin 1987, S. 5: „Drittens haben sich unsere Leute das Lassallesche „eherne Lohngesetz“ aufoktroyieren lassen, das auf einer ganz veralteten ökonomischen Ansicht beruht, nämlich daß der Arbeiter im Durchschnitt nur das Minimum des Arbeitslohnes erhält, und zwar deshalb, weil nach Malthusscher Bevölkerungstheorie immer zu viel Arbeiter da sind (dies war Lassalles Beweisführung). Nun hat Marx im „Kapital“ ausführlich nachgewiesen, daß die Gesetze, die den Arbeitslohn regulieren, sehr kompliziert sind, daß je nach den Verhältnissen bald dieses, bald jenes vorwiegt, daß sie also keineswegs ehern, sondern im Gegenteil sehr elastisch sind und daß die Sache gar nicht so mit ein paar Worten abzumachen ist, wie Lassalle sich einbildete. Die Malthussche Begründung des von Lassalle ihm und Ricardo (unter Verfälschung des letzteren) abgeschriebenen Gesetzes, wie sie sich z. B. „Arbeiterlesebuch“, Seite 5, aus einer andern Broschüre Lassalles zitiert findet, ist von Marx in dem Abschnitt über „Akkumulationsprozeß des Kapitals“ ausführlich widerlegt. Man bekennt sich also durch Adoptierung des Lassalleschen „ehernen Gesetzes“ zu einem falschen Satz und einer falschen Begründung desselben.“